# SYNK : aeXIS LINE
SYNK : aeXIS LINE是韓國女子音樂組合aespa第三次巡迴演唱會。該巡迴於2025年8月29日以韓國首爾為起點，暫定於2026年4月4日在印尼結束本次的巡迴演唱會。

## 背景
2025年6月10日，aespa官方社群平台宣佈團體將於8月29日至31日在韓國首爾奧林匹克體操競技場舉辦為期三天的「SYNK : aeXIS LINE」巡迴演唱會，以韓國首爾為起點，開啟團體的第三次巡迴演唱會。首爾場門票透過Melon Ticket販售，「aespa官方粉絲俱樂部」的會員於6月26日優先購買。一般售票於6月27日購買。6月28日，SM娛樂宣佈8月29至31日三天的首爾場次包含視線不良區域已全數售罄。7月31日，宣佈首爾場次為了無法親自到場的觀眾與Beyond Live、Weverse LIVE串流平台合作，於8月30日、31日兩天提供線上觀看的服務。8月6日，aespa官方社群平台公佈第一波亞洲巡迴日期，將以韓國為起點陸續於福岡、東京、愛知、東京、曼谷、大阪、香港、澳門、雅加達等演出。

## 巡迴時間表
| 日期           | 城市   | 國家/地區 | 演出場地                        | 觀賞人數 |
| -------------- | ------ | --------- | ------------------------------- | -------- |
| 2025年8月29日  | 首爾   | 南韓      | 首爾奧林匹克體操競技場          |          |
| 2025年8月30日  | 首爾   | 南韓      | 首爾奧林匹克體操競技場          |          |
| 2025年8月31日  | 首爾   | 南韓      | 首爾奧林匹克體操競技場          |          |
| 2025年10月4日  | 福岡市 | 日本      | 馬林麥瑟福岡 A館                |          |
| 2025年10月5日  | 福岡市 | 日本      | 馬林麥瑟福岡 A館                |          |
| 2025年10月11日 | 東京都 | 日本      | 有明競技場                      |          |
| 2025年10月12日 | 東京都 | 日本      | 有明競技場                      |          |
| 2025年10月18日 | 愛知縣 | 日本      | IG競技場                        |          |
| 2025年10月19日 | 愛知縣 | 日本      | IG競技場                        |          |
| 2025年11月8日  | 東京都 | 日本      | 國立代代木競技場 第一體育館     |          |
| 2025年11月9日  | 東京都 | 日本      | 國立代代木競技場 第一體育館     |          |
| 2025年11月15日 | 曼谷   | 泰國      | Impact會展中心                  |          |
| 2025年11月16日 | 曼谷   | 泰國      | Impact會展中心                  |          |
| 2025年11月26日 | 大阪市 | 日本      | 大阪城展演廳                    |          |
| 2025年11月27日 | 大阪市 | 日本      | 大阪城展演廳                    |          |
| 2026年2月7日   | 香港   | 香港      | 亞洲國際博覽館                  |          |
| 2026年2月8日   | 香港   | 香港      | 亞洲國際博覽館                  |          |
| 2026年3月7日   | 澳門   | 澳門      | 銀河綜藝館                      |          |
| 2026年3月8日   | 澳門   | 澳門      | 銀河綜藝館                      |          |
| 2026年4月4日   | 雅加達 | 印尼      | Indonesia Convention Exhibition |          |

## 製作
| 演出歌手 - aespa 演出策劃： - SM娛樂 主辦單位： - 韓國場：SM娛樂 共同主辦： - 日本場：SM Japan | 售票系統： - 首爾場：Melon Ticket - 日本場：Ticket board 轉播單位： - 首爾場：Beyond Live、Weverse LIVE |